# Verknė
Die Verknė (polnisch Wierzchnia) ist ein 77,3 Kilometer langer Fluss in Litauen. Sie mündet bei Birštonas als rechter Nebenfluss in die Memel und verbindet zwei Regionalparks. Der Fluss fließt durch eine dünn besiedelte Natur- und Kulturlandschaft und gehört zu den saubersten Flüssen des Landes. In seinem Einzugsgebiet mit 703 km² Fläche befinden sich etwa 80 Seen mit etwa 14 km² Fläche.

## Regionalparks
Der Aukštadvaris-Regionalpark (litauisch Aukštadvario regioninis parkas) wurde 1992 gegründet um die Natur- und Kulturlandschaft der Flüsse Verknė und Strėva zu erhalten. Das Schutzgebiet der IUCN-Kategorie V umfasst derzeit eine Fläche von 170 km².
Dazu gehören im Bereich der Verknė der Aukštadvaris-Stausee und strenger geschützte Naturschutzgebiete:
- Oberhalb des Sees das 2005 errichtete Schutzgebiet des Verknė-Ufers Verknės aukštupio kraštovaizdžio draustinis mit 11 km² Fläche und den Seen Gilandis (5 ha), Gilūšis (5 ha), Pakalnių (3 ha) und Solis (15 ha);
- unterhalb des Stausees das 1996 errichtete Naturschutzgebiet Verknės kraštovaizdžio draustinis mit 19,7 km² Fläche und
- das 2005 ausgewiesene botanisch-zoologische Schutzgebiet Verknės botaninis-zoologinis draustinis mit 4,19 km² Fläche an der Grenze der Rajongemeinden Trakai und Prienai.

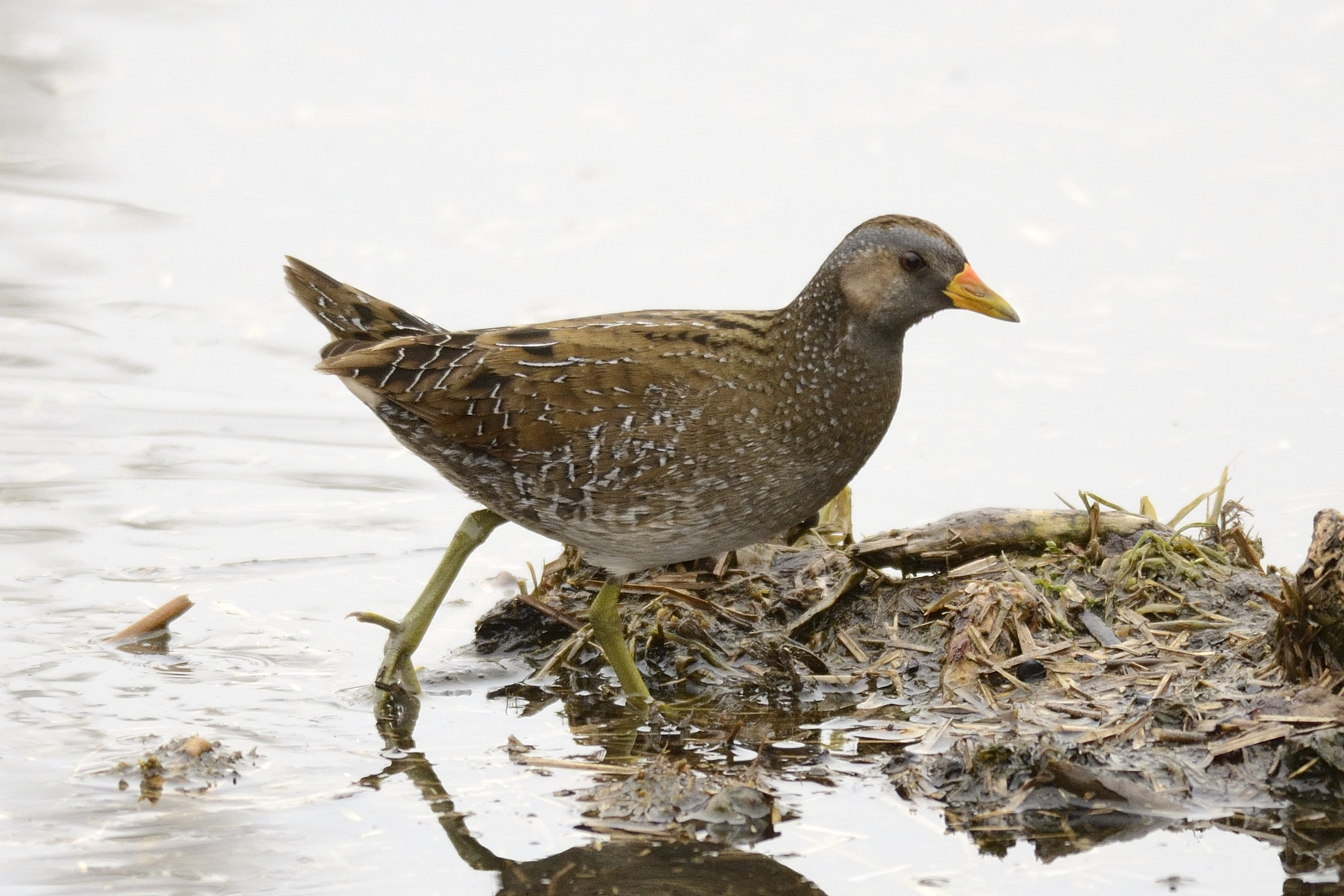
Das Tüpfelsumpfhuhn steht unter der Kategorie 3(R) auf der Roten Liste Litauens

Besonders geschützt sind die Laichgründe von Lachsfischen und die Lebensräume seltener Arten von Fauna:
- Eisvogel, Fischotter, Großer Feuerfalter, Grüne Flussjungfer, Rohrdommel, Rotbauchunke, Tüpfelsumpfhuhn, Wachtel, Wachtelkönig und Wiesenweihe;

und Flora:
- Ausdauerndes Silberblatt, Echte Brunnenkresse, Gemeines Fettkraut, Grundnessel, Auen-Klette (Arctium nemorosum), Kleinblütiges Einblatt, Knabenkräuter, Kleines Knabenkraut, Kreuz-Enzian, Laichkraut der Art (Potamogeton × meinshausenii), Lungen-Enzian, Moor-Steinbrech, Sumpfenzian und Sumpf-Glanzkraut.

Eine Reihe dieser Pflanzen und Tiere steht unter verschiedenen Kategorien auf der litauischen Roten Liste gefährdeter Arten. In sozialistischer Zeit wurden 1960 ein Landschaftsschutzgebiet mit einer Fläche von 40 km² und 1974 ein ichthyologisches Schutzgebiet für die Laichgründe angelegt.
Der Memelschleifenregionalpark (Nemuno kilpų regioninis parkas) hat eine Fläche von 250,8 km² (IUCN V) und wurde ebenfalls 1992 eingerichtet. Neben dem Gebiet der drei großen Memel-Schleifen umfasst er auch den Unterlauf des Verknė sowie dessen Seitentäler ab dem Jundeliškės-Stausee.
Flächenmäßig sind es der siebt- und der fünftgrößte Regionalpark des Landes.

## Verlauf

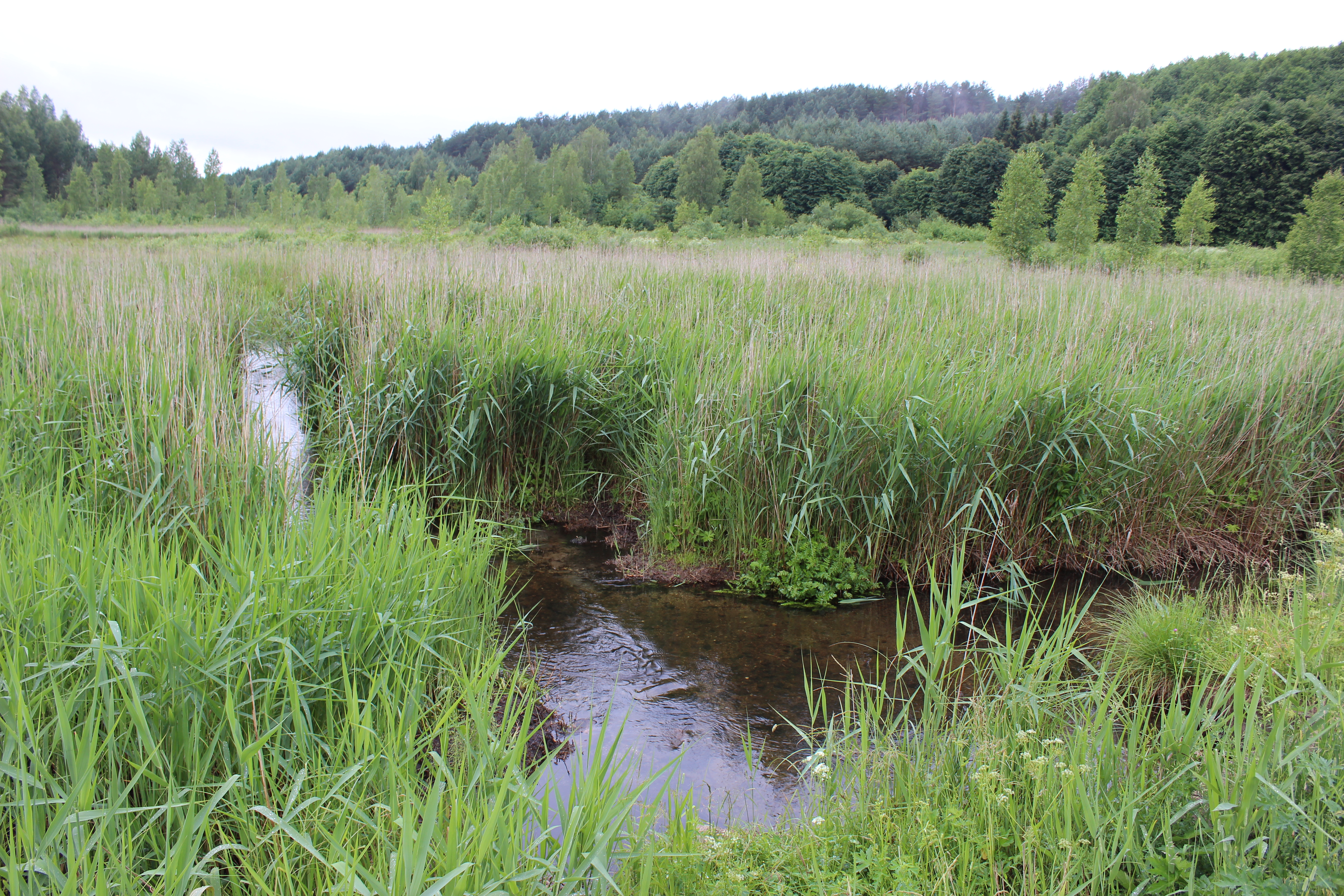
Die Verknė vor dem Baluosys

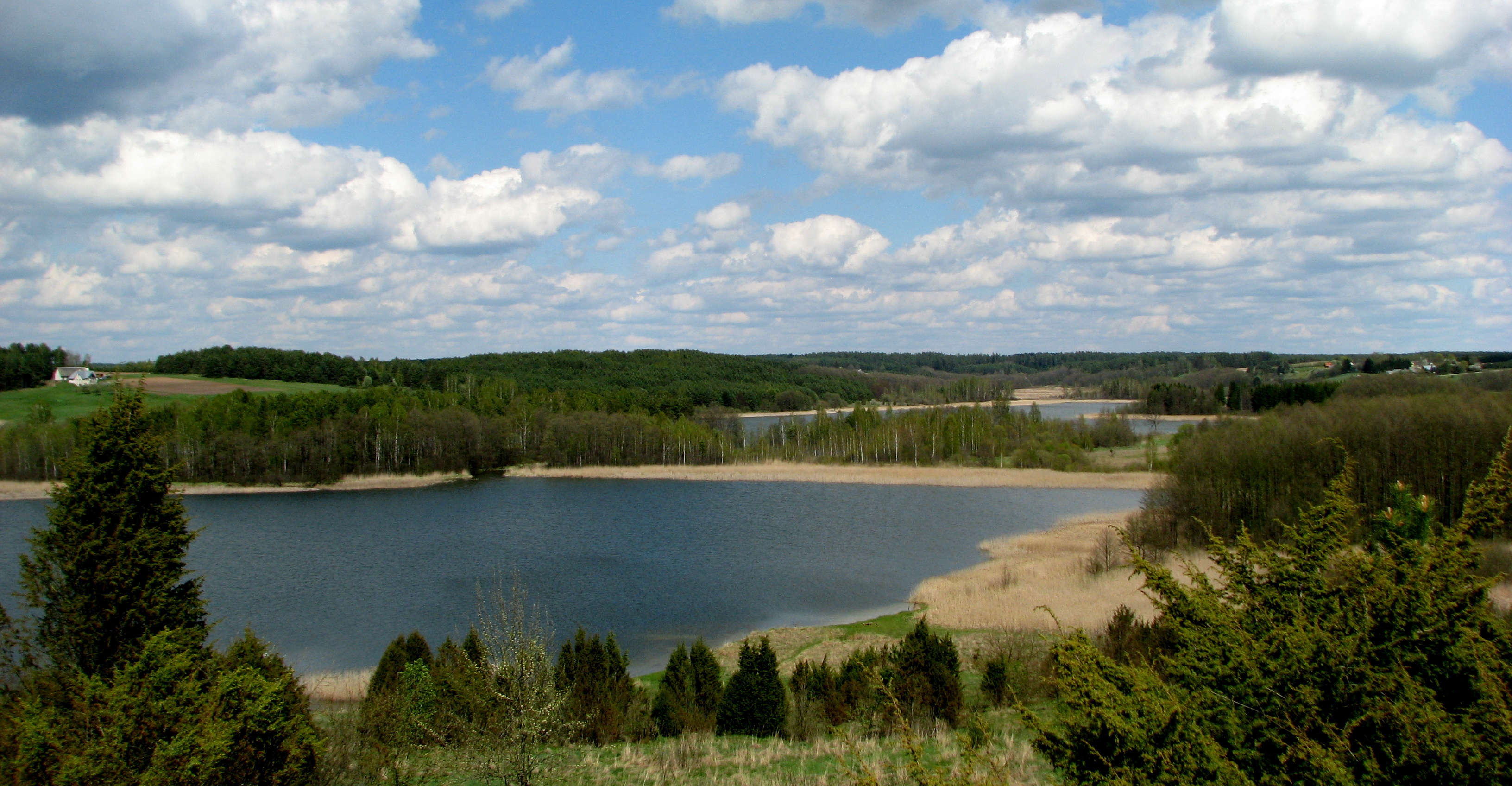
Vilkokšnis

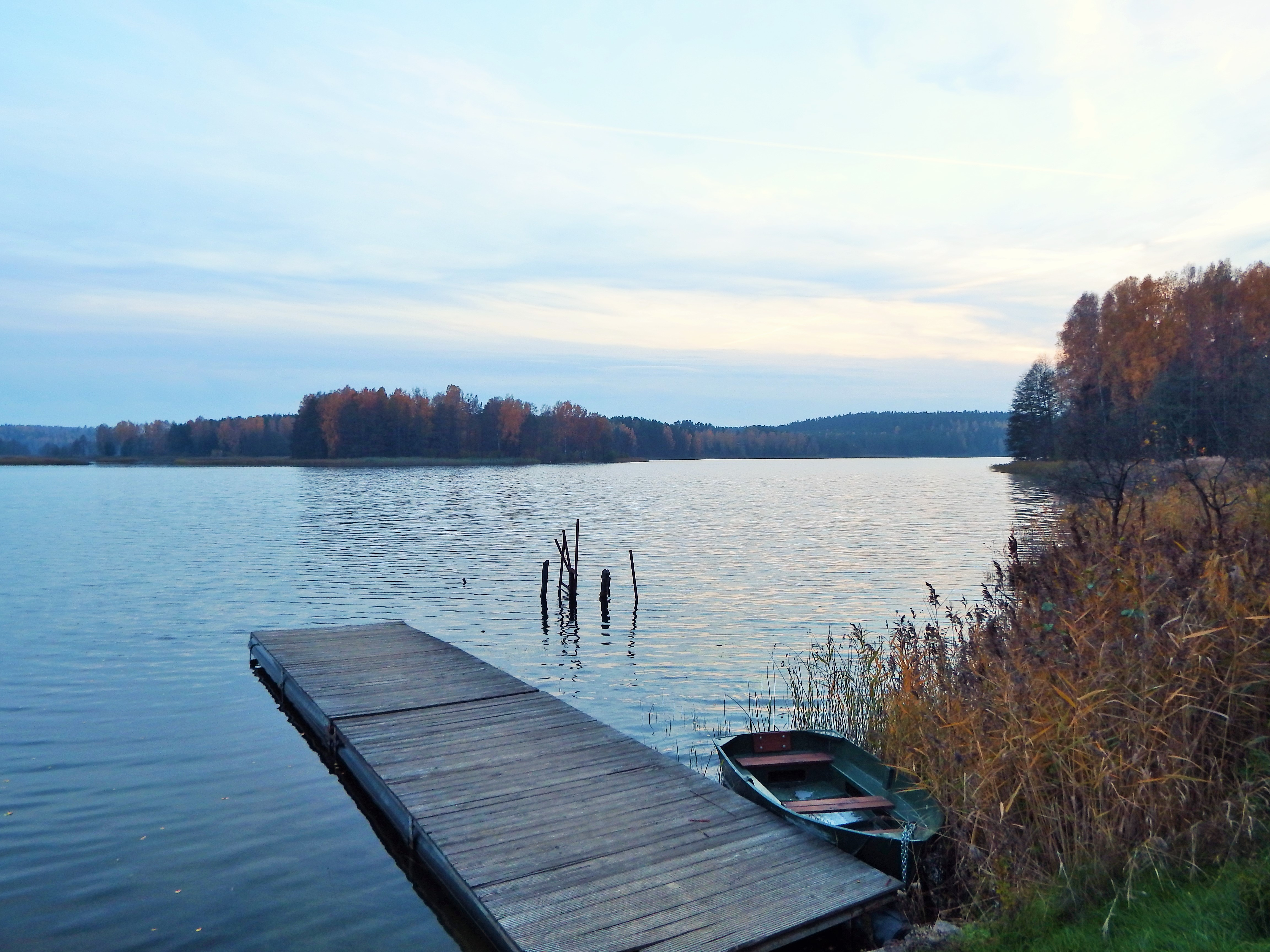
Aukštadvaris-Stausee (Nava)

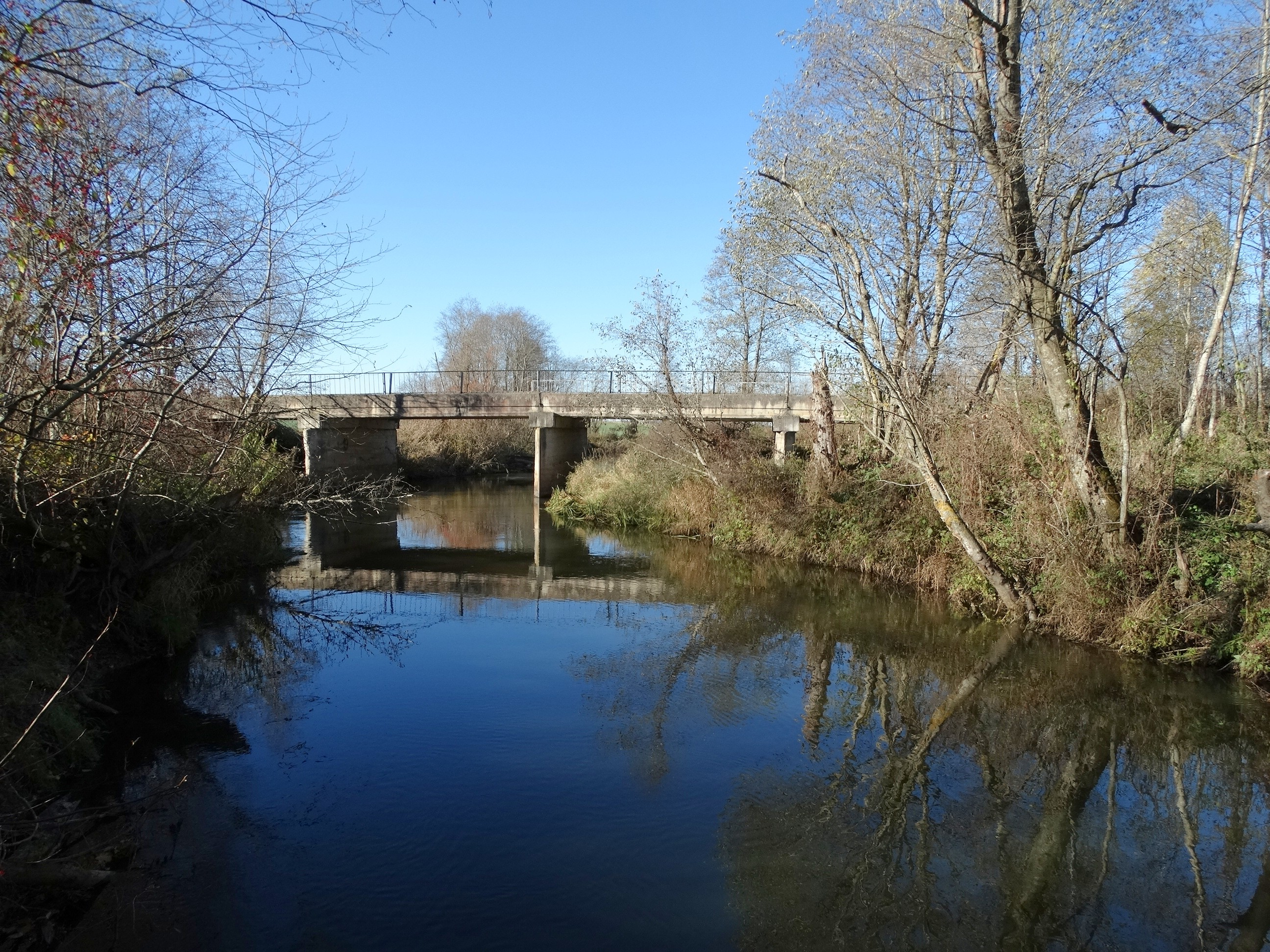
Der Fluss 24 km vor der Mündung

Quellgebiet des Flusses ist der südöstliche Teil des Dzūkija-Hochlands, das eine Moränenlandschaft im Süden Litauens darstellt. Die Verknė entspringt als Galaverknė bei der Siedlung Galaverknis mit sechs Einwohnern, etwa fünf Kilometer westlich der Stadt Rūdiškės. Nach dem Durchfließen der Seen Baluosys (0,34 km²) und Vilkokšnis (3,38 km²) mit dem 37-Einwohner-Ort Tolkiškės erhält sie den Namen Verknė und durchfließt dann die beiden Verknaitis-Seen (je 2 ha). Das naturbelassene und unbegradigte Flüsschen mäandriert sehr stark, fließt aber in annähernd westliche Richtung in etwa parallel zur Fernstraße A16 (Europastraße 28).
Nach den Seen des Ufer-Schutzgebiets folgt der Sienis mit 1,02 km² Fläche. Zu den Fischen gehören Hecht, Rotauge, Brachse, Schleie, Flussbarsch, Rotfeder, Ukelei und Güster. Nach 400 Metern tritt die Verknė in den Aukštadvaris-Stausee (Aukštadvario tvenkinys) ein. Beim Bau der Staumauer im Jahr 1959 wurden die Seen Nava (1,2 km²), Baluosėlis, Baluosiukas und Zamkelis durch den Stausee mit einer Fläche von etwa 3 km² überstaut. Zwei Turbinen von 180 Kilowatt liefern seit 1960 jährlich 1 Million Kilowattstunden.
Aukštadvaris ist mit 975 Einwohnern die einzige große Siedlung am Flusslauf. Nach drei kleinen Seen Antakmeniai (82,6 ha), Marčio (2,5 ha) und Skrebis (18 ha) durchfließt der Verknė die beiden anderen Schutzgebiete. In der Rajongemeinde Prienai folgen die Orte (Einwohnerzahl in Klammern) Vydžionys (26), Gripiškės (113), Pikelionys (88), Verbyliškės (43), Jundeliškės (75). Im letzteren Ort wurde 1958 ein weiteres Wasserkraftwerk errichtet. Der Stausee hat eine Fläche von 24 Hektar. In Verbylškės gibt es eine hydrologische Station, an der der Wasserstand, die aktuelle Geschwindigkeit und die Eisdicke gemessen werden.
Im Unterlauf wird die Grenze der Rajongemeinde Prienai im Norden und der Gemeinde Birštonas im Süden durch den etwa 10 bis 30 Meter breiten Fluss gebildet. Ab Jundeliškės verläuft die Verknė in nordwestlicher Richtung. Ihr Tal ist jetzt tiefer eingeschnitten. Nahe der Mündung in die Memel liegen die Weiler Žideikonys (4 Einwohner) auf der Nord- und Medeikonys (9 Einwohner) auf der Südseite. Das Stadtzentrum von Birštonas liegt drei Kilometer oberhalb, die Memelmündung ist 286 Kilometer entfernt. Der Staubereich des Kaunasser Stausees (Kauno marios) kann bis zu zwei Kilometer in die Verknė-Mündung hineinreichen. Im Bereich des eigentlichen Stausees wurde ein weiterer Regionalpark eingerichtet.

## Hydrologie

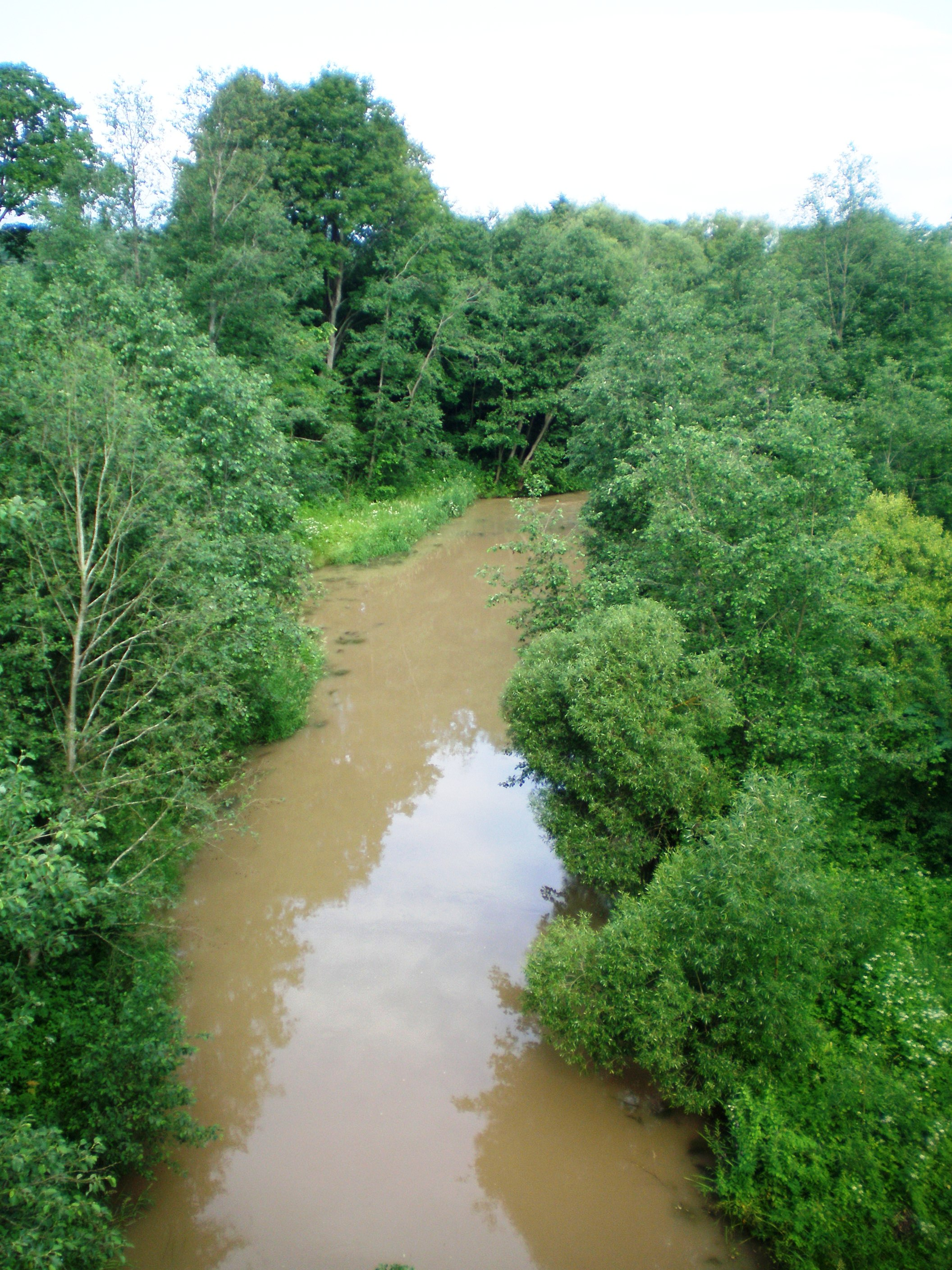
Bei Hochwasser

Die Verknė ist bis zu 25 Meter breit und 1,5–2,5, maximal 4 Meter tief. Bei Frühjahrshochwasser steigt der Wasserspiegel durchschnittlich um 1,3 Meter über den Sommerwasserspiegel. Entsprechend beträgt der Abfluss 35 % im Frühjahr, 27 % im Winter, 20 % im Herbst und 18 % im Sommer. Der mittlere Abfluss beträgt an der Mündung 5,69 m³/s, in Verbylškiai 5,55 m³/s, im Sommer mindestens 1,15 m³/s und bei Hochwasser maximal 116 m³/s. Das Sohlgefälle beträgt 1,3 ‰. Bedingt durch die dünn besiedelte Region ist die Verknė einer der saubersten Flüssen Litauens.

### Zuflüsse
Die größten Zuflüsse des Verknė sind Alšia mit 38,3 km Länge und einem Einzugsgebiet von 137,8 km² und Obeltis mit 17,1 km und einem Einzugsgebiet von 102,3 km². Die Vorfluter sind (Länge in Kilometern):
- links: Strūzda (7,5), Samė (14,8), Adinčiava (6,1), Vapsa (10,1), Obeltis (17,1), Dindžiakė (9,3);
- rechts: Balina (3,3), Lėlelė (6,2), Guostė (14,2), Alšia (38,3), Svėdubė (8,0).

## Geschichte

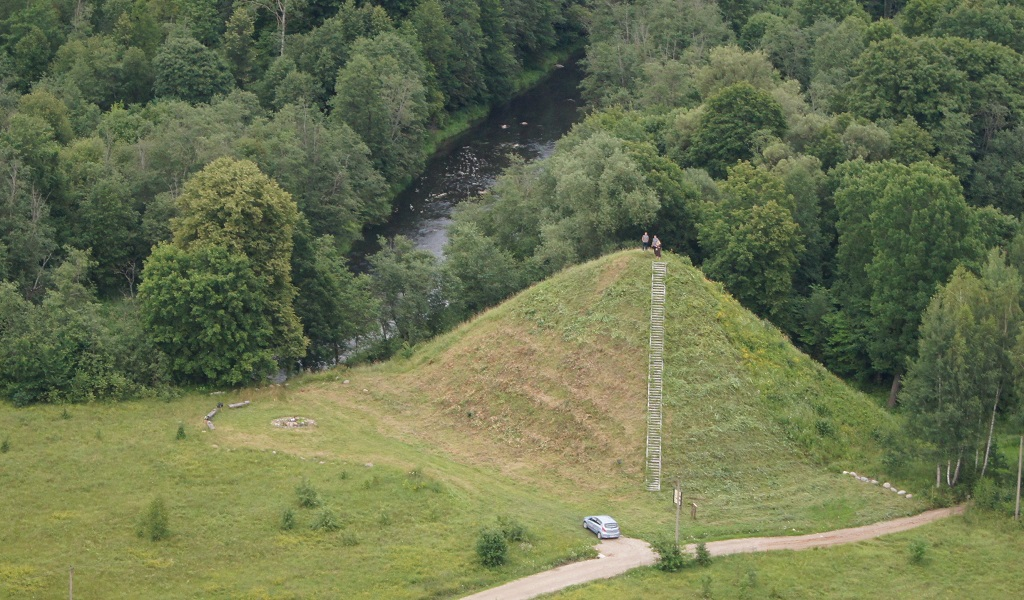
Wallburg Paverknių piliakalnis und der Fluss Verknė

Am Sienis wurde eine steinzeitliche Siedlung freigelegt. Aus dem 10. bis 14. Jahrhundert sind die Reste zahlreicher Wallburgen erhalten.
Aukštadvaris erhielt 1569 Stadtrechte. In Žydkaimis am Vilkokšnis-See gab es eine jüdische Gemeinde, die seit Mitte des 19. Jahrhunderts in der Landwirtschaft tätig war, obwohl dies im zaristischen Russland verboten war. Im Jahr 1936 hatte sie trotz Abwanderung 63 Prozent der Agrar-Fläche in Besitz. Die Gemeinde wurde 1930 von ORT unterstützt.
Der Ichthyologe Mykolas Kazimieras Girdvainis (polnisch Girdwoyń, 1841–1925) legte in Aukštadvaris  um 1900 Forellenzuchtbecken an. Die Erträge wurden an den Esstisch der russischen Zaren geliefert. In den Jahren 1911 bis 1913 gab es das Projekt einen Kanal von der Memel nach Jundeliškės zu bauen. Dieser hätte die Fahrt über die Memelschleifen um rund 40 Kilometer verkürzt.
Die ersten Kanutouren fanden in den 1930er Jahren statt. Der Hydrologe Steponas Kolupaila (1882–1964) beschrieb 1939 die Befahrung des Flusses. In der Zeit des Zweiten Weltkriegs waren in der Region Partisanengruppen tätig.
Das Gebiet ist seit langem von Landflucht geprägt.

## Kultur- und Naturdenkmale

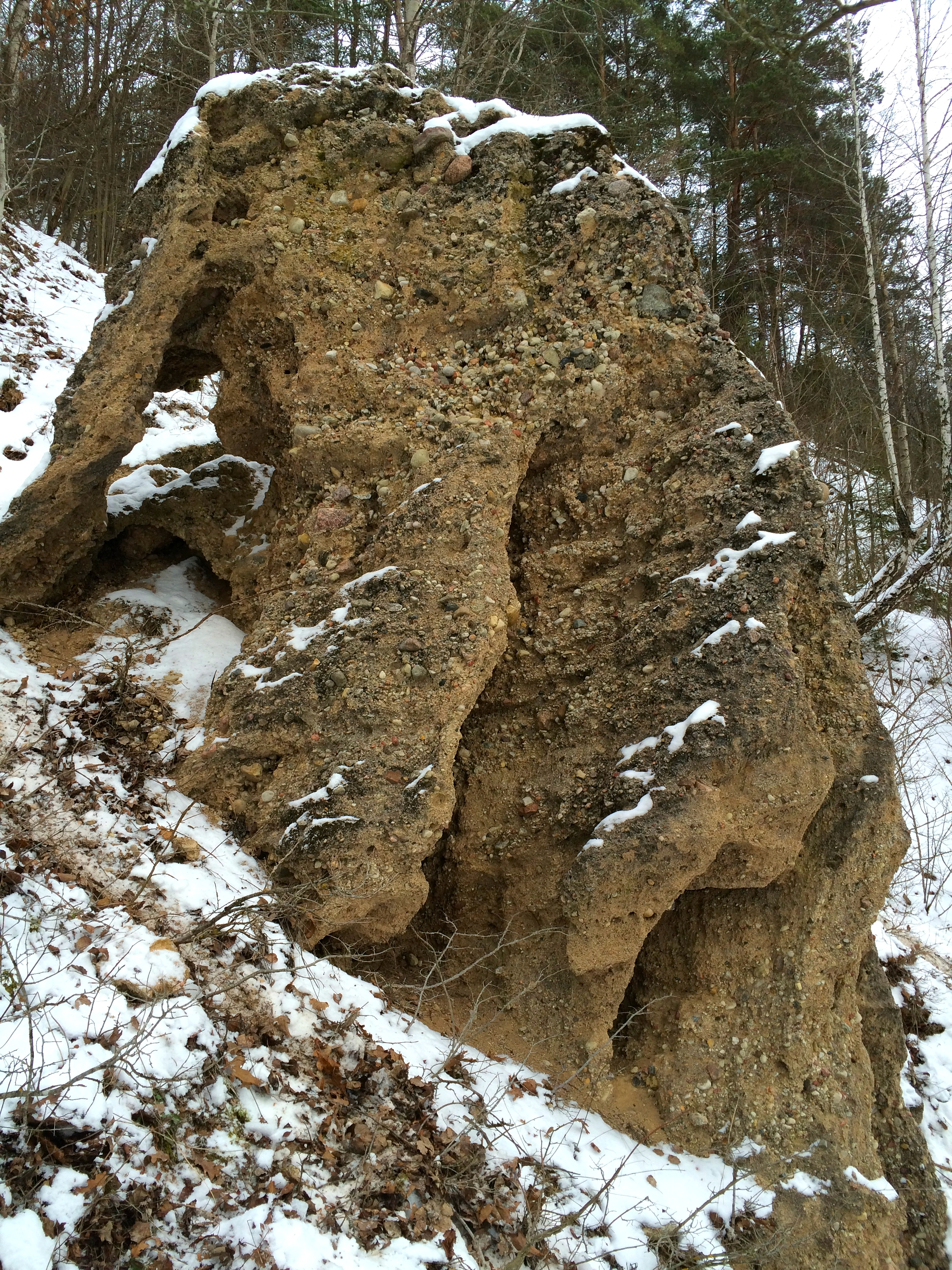
Ožkų pečius

Direkt nördlich der Mündung befindet sich am Hochufer der Memel das Gesteinsobjekt Ožkų pečius, das durch die Erosion des Flusses entstanden ist. Die „Schulter der Ziege“ (übersetzt) ist etwa sechs Meter hoch.
Etwa einen Kilometer oberhalb der Mündung passiert der Fluss die Reste der Wallburg Paverknių piliakalnis. Der etwa 14 Meter hohe Burghügel steht nur wenige Meter vom Verknė entfernt und wird durch diesen bei jedem Hochwasser von Erosion bedroht. Nur etwa 1500 Meter Luftlinie entfernt befindet sich mit dem Voseliūnų piliakalnis der nächste Burghügel auf dem Nordufer des Verknė. In Richtung Quelle folgen die Wallburgen Babronių piliakalnis, Stakliškių piliakalnis, Lepelionių piliakalnis (Napoleono kepure – „Napoleonshut“), Aukštadvario piliakalnis, Kartuvių kalnas, Kazokų kalnu, Vladislavos piliakalnis, Alko kalnu und Žuklijų piliakalnis. Mehrere sind als archäologische „Monumente von nationaler Bedeutung“ ausgewiesen.
Von den ehemaligen Mühlen sind meist nur die Dämme erhalten.

## Wassersport und Tourismus
Die Verknė kann mit Sportbooten wie Kajaks und Kanus befahren werden. Der Fluss ist für Anfänger geeignet. In Pikelionys befindet sich ein Campingplatz.